# جامعة القلم
جامعة القلم هي جمعية أدبية تعنى بالأدب العربي في البرازيل أسسها في 1965 في ساو باولو بعض أدباء المهجر. ترأسها يوسف فاخوري ثم خلفه فيليب لطف الله.

## التأسيس والأنشطة
أسس جامعة القلم في 1965 في ساو باولو عدة شعراء مهجريين وأقامت الجمعية شراكات ثنائية مع مؤسسة «ندوة الأدب العربي» في الأرجنتين. ترأسها يوسف فاخوري ثم خلفه بعد وفاته فيليب لطف الله.